# Alfonso Torres López
Alfonso Torres López (Cartagena, 17 de mayo de 1885 - puerto de La Cadena, 15 de agosto de 1936) fue un ingeniero y político español, alcalde de Cartagena desde 1923 hasta 1930, durante la dictadura de Primo de Rivera. Fue asesinado en 1936, al comienzo de la guerra civil, por el bando republicano.

## Primeros años
Nace en Cartagena el 16 de marzo de 1885, en el nº 7 de la plaza del Ayuntamiento; hijo del Teniente de Navío Raimundo Torres Coll, natural de Valencia, y de la cartagenera Ascensión López Murcia. Se casó con Doña Caridad Mínguez Rico y tuvieron 12 hijos.
Comenzó sus estudios en el Colegio Politécnico, e hizo el bachillerato en el Instituto General Técnico de Murcia.
En 1900, ingresó en la Escuela de Ingenieros Industriales de Bilbao, donde obtuvo el título de ingeniero en 1907 y trabajó en la Sociedad General de Industria y Comercio de Madrid, hasta 1912, año en el que fue nombrado director de la fábrica de productos químicos en Cartagena.
Siendo muy joven, sería admitido por unanimidad en la Sociedad Literaria cartagenera, denominada "Bohemia".
Ostentó los cargos de presidente del sindicato del campo de Cartagena, consejero del Monte de Piedad y Caja de Ahorros, Hermano de la Junta de Gobierno del Santo Hospital de Caridad, vocal de la Junta de Obras del Puerto de Cartagena y vocal de la Cámara de Comercio.
El 8 de diciembre de 1929 fue nombrado hijo preclaro y predilecto de Cartagena.

## Alcalde de Cartagena (1923-1930)

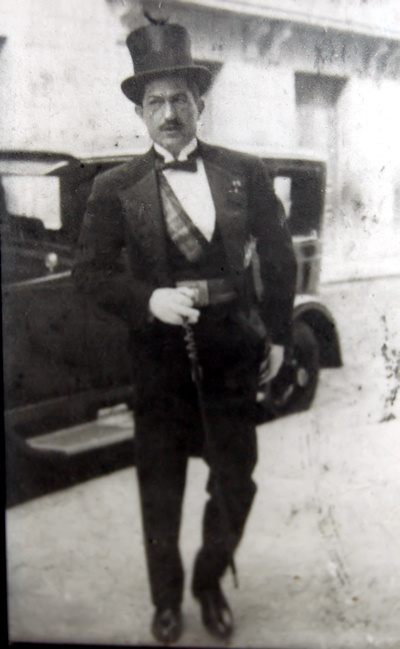
Alfonso Torres.

Fue nombrado alcalde por Real Decreto de 30 de septiembre de 1923, tomando posesión de su cargo el 5 de octubre. Comenzó su gestión pagando los cuantiosos atrasos que por sueldo se debían a los empleados municipales.
Normalizó la Hacienda Municipal, haciendo subir los ingresos de una manera considerable. Erigió los monumentos artísticos en honor de los ilustres cartageneros Monroy, Villamartín, Máiquez, y el mausoleo de Isaac Peral.
El 7 de abril de 1924, se llevó a cabo la primera petición oficial de restitución de la provincia por el Ayuntamiento de Cartagena al Gobierno Central, cuando, durante la dictadura de Primo de Rivera, Alfonso Torres López elevó un informe al Presidente del Directorio Militar con las razones para la recuperación de la autonomía cartagenera, suscrito por altas personalidades de la ciudad. Pavimentó calles de toda la ciudad, instaló fuentes públicas, jardines y paseos por toda Cartagena.
Consiguió la repoblación forestal de los pelados montes del término municipal.
Mejoró la deficiente infraestructura viaria de la comarca, mediante un plan de caminos vecinales que conectasen las poblaciones diversas del entorno rural.
Mejoró las infraestructuras sanitarias: proyecto de edificación de la casa de la Cruz Roja en solares de la calle Gisbert, e instaló casas de Socorro y dispensarios para todo el término municipal.
Fomentó la institución benéfica de la Casa de Misericordia y la Casa del Niño.
Dignificó el entierro de los pobres, con anterioridad se hacía en un carro-volquete pintado de negro y tirado por una caballería, lúgubre institución en la que los jocosos cartageneros llamaron "la Pepa".
Proyectó la reorganización de las escuelas municipales.
Reivindicó la provincialidad para Cartagena. 
Evitó el cierre de los astilleros, más conocidos como "la Bazán" consiguiendo en Madrid la construcción de varios buques para la marina de guerra.
La administración municipal de Alfonso Torres destacó por sus grandes inversiones públicas. En el campo urbanístico, promovió el avance del ensanche, la recuperación para la ciudad del monte y castillo de la Concepción a través de su conversión en un parque de recreo bajo proyecto del arquitecto Víctor Beltrí (1924-1929), y el inicio del programa de construcción de «casas baratas» (1929) para la clase obrera –conocidas como Ciudad Jardín a causa de las ideas naturalistas que las inspiraron–. Se procede también a una monumentalización de los espacios públicos, producto de la cual es situado en el muelle el grupo escultórico Héroes de Cavite, ideado durante el gobierno del último alcalde constitucional Diego González Martínez pero inaugurado por Torres en 1923 con presencia del rey Alfonso XIII, su consorte Victoria Eugenia de Battenberg y el general Primo de Rivera.

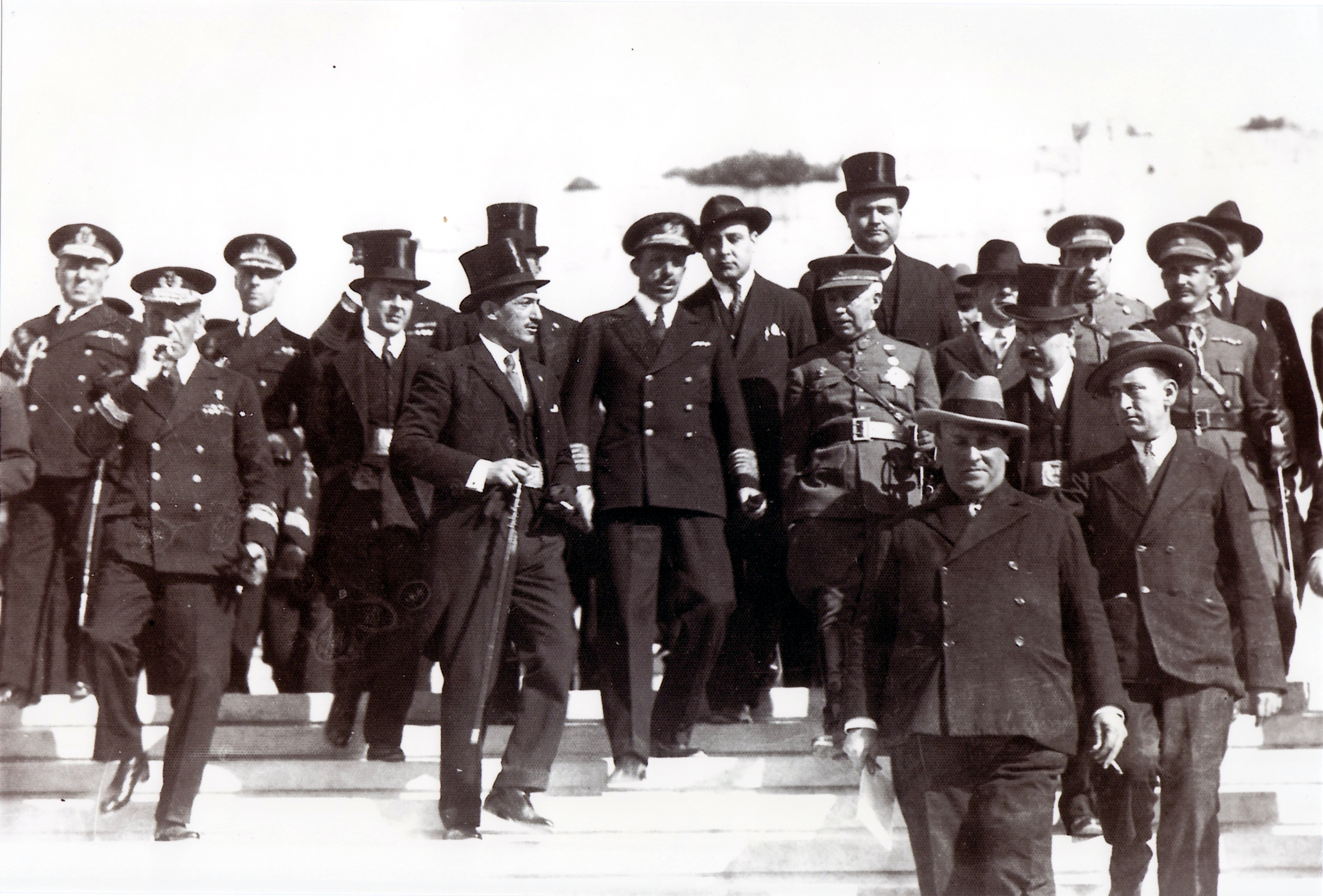
Alfonso Torres con Alfonso XIII y autoridades de Cartagena.

En 1924, Miguel Primo de Rivera constituyó el que planteaba que fuese el partido único de su dictadura, la Unión Patriótica (UP). El 7 de julio del mismo año fue fundada la agrupación local de Cartagena, presidida por el mismo alcalde. Desde 1927 y hasta 1930, conjugó su mandato como regidor con su ingreso en la Asamblea Nacional Consultiva, el organismo corporativo impulsado por el régimen para reemplazar, desposeído de funciones legislativas, a las Cortes. Durante su ejercicio como asambleísta, fue parte asimismo de la Comisión Nacional de Obras Públicas.
La alcaldía de Torres concluyó abruptamente en 1930 con la dimisión en enero de Primo de Rivera, su valedor en el Gobierno. Las diputaciones provinciales y ayuntamientos nombrados por la dictadura fueron disueltos, y el alcalde de Cartagena prefirió presentar su dimisión ante la nueva coyuntura, siendo reemplazado por Francisco Muñoz Delgado, un protegido de Juan de la Cierva y Peñafiel.

### Imagen pública
Durante sus años como edil, Alfonso Torres gozó de gran popularidad, a nivel tanto de su partido como popular. Así, el 14 de agosto de 1927, sus compañeros de la UP le colmaron de alabanzas durante un acto de reorganización de la formación: le designaron «caudillo» del partido, dieron su nombre al parque construido en el monte de la Concepción, le otorgaron el título de hijo predilecto de Cartagena y propusieron una suscripción popular para encargar un retrato de su persona que fuera colocado en el salón de plenos del Palacio consistorial. Pocos meses después disfrutó de una manifestación de agradecimiento, cuando regresó de sus reuniones con ministros en Madrid habiendo obtenido el Real Decreto de 4 de octubre de 1927, por el que se reconocía a Cartagena el derecho a ser abastecida de agua potable mediante la canalización del Taibilla. Historiadores como Victoria Moreno (1987-1989) han llegado a describir estas manifestaciones como un «culto a los ideales mesiánicos identificados con la actividad política de un líder carismático».
A esto contribuían las publicaciones favorables de Cartagena Nueva, un periódico que, fundado en 1924 y con vinculaciones a su misma persona, nacía para servir como órgano oficial de prensa del partido.

### Recursos hídricos: los canales del Taibilla

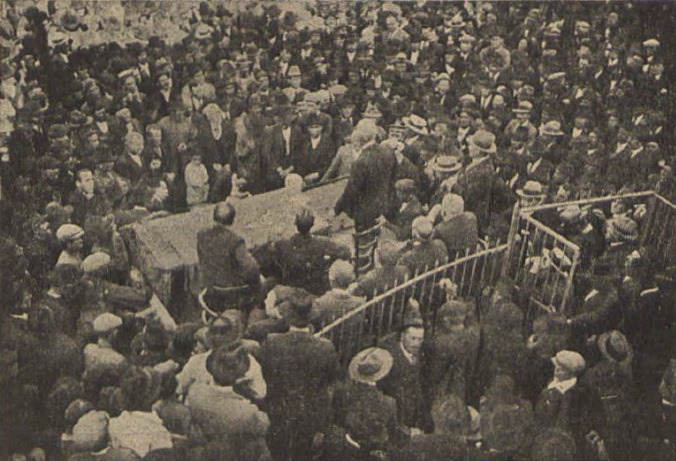
Una asamblea celebrada en Pozo Estrecho en 1925, en reclamo de agua para el campo.

Uno de los problemas más perentorios que tuvo que atender la administración municipal de Torres fue el provocado por la sequía, que agudizaba la tradicional escasez de agua potable en el suministro a la ciudad y obligaba a los campesinos del Campo de Cartagena a suplir el bajo rendimiento de los cultivos prestándose al trabajo en la sierra minera o emigrando a Francia o la Argelia francesa. Como respuesta, surgieron asociaciones en defensa de los intereses de los agricultores que, con apoyo del mismo consistorio cartagenero, presionaron al Gobierno nacional en favor de una solución, que pareció alumbrar mediante el Real Decreto de 17 de julio de 1924, por el que fue encargado el proyecto de canalizaciones desde el Taibilla para el abastecimiento de Cartagena, su base naval y Murcia, además de otros municipios de la provincia.
En el proceso que siguió hasta el inicio de las obras, el alcalde intervino para que fueran desechadas algunas ofertas por parte de empresas privadas, por entender que resultaban perjudiciales para los regantes, y acusó a rivales políticos como Joaquín Payá o Isidoro de la Cierva de conspirar junto a propietarios de la Huerta de Murcia para evitar la extensión de la conexión hidráulica hacia Cartagena. Finalmente, y en previsión de la llegada de los nuevos caudales, el Consejo de Ministros aprobó en 1926 la creación de la Confederación Hidrográfica del Segura para gestionar el uso de los recursos hídricos, a lo que siguió en 1927 la constitución vía Real decreto ley de 4 de octubre de la Mancomunidad de los Canales del Taibilla, que bajo la presidencia inicial de Alfonso Torres coloca la construcción y explotación de la canalización bajo la responsabilidad compartida de los ayuntamientos de Cartagena y Murcia.
La aprobación de estas medidas, por las cuales Alfonso Torres había mantenido múltiples reuniones en Madrid con agentes ministeriales del Directorio civil de Primo de Rivera, desataron la euforia en Cartagena. Primo de Rivera y el ministro de Fomento, el conde de Guadalhorce, fueron proclamados hijos adoptivos de la ciudad, mientras que el mismo Torres, quien era percibido como el principal artífice de los decretos gubernamentales, recibió tras un baño de masas el título de alcalde honorario a perpetuidad. Pese a ello, la demora estatal y las consecuencias tanto económicas como políticas de la Gran Depresión a partir de 1929 obstaculizaron la materialización de la canalización, y si en 1930 se autorizó definitivamente el Plan General de Obras, los trabajos no se iniciaron hasta 1932 y el abastecimiento no empezó hasta 1945.

## Vida posterior

### Segunda República
A la caída de la dictadura de Primo de Rivera siguieron dos gobiernos que no consiguieron resolver la crisis institucional en que se hallaba España, mientras Alfonso Torres y otros exmiembros de la Unión Patriótica trataban infructuosamente de reorganizarse como partido en la Unión Monárquica Nacional. Finalmente, las elecciones municipales de 1931 condujeron al advenimiento de la Segunda República, y el Partido Cartagenerista, por el cual Torres había concurrido a los comicios, quedó en minoría ante los concejales de la Conjunción Republicano-Socialista. Sobre el grupo cartagenerista, que mostró su rechazo al nuevo régimen ausentándose por sistema de los plenos municipales, el historiador Franco Fernández (2001) escribió que «aglutinaba al núcleo más duro y conservador de la burguesía cartagenera», escondiendo su tradicionalismo bajo «una estrategia localista».
Torres no consiguió obtener un escaño bajo las siglas del Partido Cartagenerista en las Cortes durante las elecciones generales del mismo año, lo cual motivó un cambio en su estrategia. Su grupo municipal se coaligó con el partido conservador de ámbito nacional Acción Popular, y en el Ayuntamiento de Cartagena cosechó mejor éxito ahondando en las disputas de la coalición gobernante, al abandonar su absentismo institucional para facilitar con los votos de su partido la investidura del alcalde socialista Amancio Muñoz Zafra, enfrentado a los republicanos. Después del fracaso de La Sanjurjada en 1932, las fuerzas políticas de izquierda reaccionaron con una serie de medidas que, a nivel local, incluyeron una inspección de la gestión municipal durante la alcaldía de Torres.
Más adelante, el exalcalde militó en el partido Renovación Española, escisión de Acción Popular, y estaba presente en las listas electorales de 1933 de la Confederación Española de Derechas Autónomas (CEDA), aunque figuró como independiente. Participó también en las generales de febrero de 1936 por la misma coalición, sin obtener escaño tampoco en esta ocasión. En esta época, ha sido además relacionado con Juan Vicente Fernández «El Chipé», un delincuente que desde finales de la década de 1920 había trabajado como matón para la derecha cartagenera. El escritor republicano exiliado Manuel D. Benavides dejó escrito en 1944 que existía incluso una amistad entre ambos, circunstancia que es rechazada por el historiador Plazas Espinosa (2002), que sin embargo sí avala que el matón entrase al servicio de Torres.

### Guerra civil y asesinato
Alfonso Torres representó a los elementos monárquicos en la conspiración que, urdida en Cartagena junto a miembros de la Unión Militar Española, Falange Española de las JONS y la CEDA, pretendió la implicación de la guarnición de la ciudad en el golpe de Estado de julio de 1936 contra el gobierno del Frente Popular. El plan sin embargo no consiguió fraguar, y la indecisión de los conjurados, sumada a la oposición del gobernador militar Toribio Martínez Cabrera, dejaron Cartagena y su base naval adscritas al bando republicano durante los tres años en los cuales se prolongaría la guerra civil.
En cuanto al exalcalde, fue arrestado pocos días después de la insurrección, y permaneció en prisión hasta la madrugada del 15 de agosto de 1936. Aquel día, la marinería del Jaime I arribó a Cartagena y, como represalia por las bajas causadas entre sus filas por un bombardeo rebelde, dio comienzo a las ejecuciones de los buques España 3 y Sil, exigiendo asimismo una saca de los civiles detenidos más destacados. En este grupo se encontraban, entre otros, el arcipreste Pedro Gambín, el abogado José Maestre Dorda y Alfonso Torres, quienes fueron trasladados hasta el puerto de La Cadena y ejecutados en su subida hacia Murcia.

## Condecoraciones
- Gran Cruz del Mérito Naval (1923).[4]
- Medalla de Oro de la Cruz Roja.
- Encomienda de la Corona de Italia.
- Medalla de Oro del Mérito Escultista.